# Age of Pirates 2: City of Abandoned Ships
Age of Pirates 2: City of Abandoned Ships (in russo Корсары: Город потерянных кораблей?, lett. "Corsairs: City of Abandoned Ships") è un videogioco di ruolo sviluppato da Akella, pubblicato il 26 maggio 2009. È il sequel di Sea Dogs (2000), La maledizione della prima luna (2003), e Age of Pirates: Caribbean Tales (2006). Come Caribbean Tales, per ragioni legali, non riprende i nomi dei due predecessori.

## Trama
Si tratta di un videogioco di ruolo, ambientato nei Caraibi del XVII° secolo, all'apice dell'era della pirateria; costituito da varie sotto-trame, il filone narrativo del gioco rimane a finale aperto. All'inizio, il giocatore può cominciare la partita in modo indipendente, o scegliere di affiliarsi a una delle quattro marine:
- Inghilterra[2]
- Spagna[2]
- Francia[2]
- Paesi Bassi[2]

Dopo di che, lui o lei dovrà svolgere una lunga serie di missioni, alcune facoltative, altre obbligatorie ai fini delle varie sotto-trame.
La campagna inglese è ispirata al racconto di Rafael sabatini "Captain Blood", da cui riprende il nome del protagonista, la sua descrizione e gli eventi in cui è coinvolto.

## Modalità di gioco
Il gioco riprende molte caratteristiche dei suoi predecessori, come la possibilità di commerciare, duellare, combattere e abbordare altre navi, esplorare e navigare in tempo reale. Quest'ultima caratteristica non è vincolante: il giocatore può navigare velocemente usando l'apposita mappa. Inoltre, il sistema di combattimento è stato reso più rapido ed è stato introdotto un sistema di commercio più complesso.

## Classi

### Giocatore
Il giocatore può scegliere fra tre classi differenti. Ognuna ha le proprie abilità e la propria trama da seguire.
- Mercante
- Corsaro
- Avventuriero

### Armi
Come nei giochi precedenti, sono presenti numerose spade e pistole, ciascuna con le proprie caratteristiche.
- Leggere
- Medie
- Pesanti

## Attributi
Il giocatore deve bilanciare sette attributi primari per creare un personaggio in grado di superare ogni sfida: questo è il nuovo sistema di gioco di ruolo "PIRATES",, risultante dall'accostamento della prima lettera di ogni attributo.
- Power (Potenza)
- Insight (Intuito)
- Reaction (Reazione)
- Authority (Autorità)
- Talent (Talento)
- Endurance (Resistenza)
- Success (Successo)

Ognuna di queste caratteristiche influenza il valore di alcuni attributi secondari, come la capacità di infliggere danni con una certa classe di armi o la precisione con cui i vostri cannoni possono colpire i vascelli nemici.
Inoltre, accumulando sufficiente esperienza(duellando o combattendo in mare), è possibile acquisire tutta una serie di abilità accessorie, in grado di fornire bonus alle abilità di combattimento personali o navali.

## Navi
Come nei titoli precedenti, ci sono molte navi reali del periodo tra cui scegliere. Il giocatore può controllare da una fino ad un massimo di cinque navi, o in alcuni casi, neanche una. Le navi migliori avranno, ovviamente, un costo di mantenimento più alto.
Alcune navi non possono essere acquistate e vanno, dunque, catturate in mare. Altre navi, invece, sono disponibili solo dopo aver completato alcune missioni.
Tutte le navi sono divise in sei classi, in base al livello dell'abilità "navigazione" richiesto:

### Classe 6
- Tartana
- Tartana da guerra
- Trabaccolo
- Sloop

### Classe 5
- Brigantino a palo
- Goletta
- Caravella
- Barkentine

### Classe 4
- Fluyt
- Brigantino
- Galeone

### Classe 3
- Corvetta
- Galeone pesante
- Pinaccia

### Classe 2
- Fregata
- Nave da guerra

### Classe 1
- Corazzata
- Nave di linea
- Vascello da guerra

Esisto anche classi uniche, come lo Sciabecco.
Svolgendo alcune missioni, il giocatore può ottenere la nave da guerra Olandese Volante e il vascello Soleil Royal.